# Memaliaj
Memaliaj je malé průmyslové město v okrese Tepelenë v Albánii. Bylo založeno v roce 1946 kvůli hornickým aktivitám v okolí. V roce 1990 se produkce uhlí pohybovala okolo 500 000 tun za rok. Po pádu komunismu však musel být důl uzavřen a město upadlo do ekonomické stagnace.